# Atrax christenseni
Espèce
Atrax christenseni est une espèce d'araignées mygalomorphes de la famille des Atracidae.

## Distribution
Cette espèce est endémique de Nouvelle-Galles du Sud en Australie. Elle se rencontre vers Newcastle.

## Description
Le mâle holotype mesure 20,88 mm et la femelle paratype 29,29 mm, les mâles mesurent de 20,53 à 24,03 mm.

## Systématique et taxinomie
Cette espèce a été décrite par Dupérré et Smith en 2025.

## Étymologie
Cette espèce est nommée en l'honneur de Kane Christensen.

## Publication originale
- Loria, Frank, Dupérré, Smith, Jones, Buzatto & Harms, 2025 : « The world’s most venomous spider is a species complex: systematics of the Sydney funnel-web spider (Atracidae: Atrax robustus). » BMC Ecology and Evolution, vol. 25, no 7, p. 1-27.